# کلیدبر (صومعه‌سرا)
کلیدبر ، روستایی از توابع بخش مرکزی شهرستان صومعه‌سرا در استان گیلان ایران است.

## جمعیت
این روستا در دهستان طاهرگوراب قرار دارد و براساس سرشماری مرکز آمار ایران در سال ۱۳۸۵، جمعیت آن ۶۳۳ نفر (۱۷۲خانوار) بوده‌است.